# Güneykonak, Ovacık
Güneykonak là một xã thuộc huyện Ovacık, tỉnh Tunceli, Thổ Nhĩ Kỳ. Dân số thời điểm năm 2010 là 90 người.